# رافي كومار داهيا
رافي كومار داهيا (مواليد 12 ديسمبر 1997) هو لاعب مصارعة حرة هندي،فاز بالميدالية البرونزية في بطولة العالم 2019.